# Adrien (théologien)
Pour les articles homonymes, voir Adrien.
Adrien est un écrivain religieux chrétien de langue grecque qu'on situe dans la première moitié du Ve siècle. 
Il est certain qu'il est antérieur à Cassiodore, qui cite son livre dans ses Institutiones divinarum litterarum. On l'identifie généralement à un moine destinataire d'une lettre de Nil du Sinaï (XI, 60).
Il est l'auteur d'une Introduction aux Saintes Écritures (Εἰσαγωγὴ εἰς τὰς θείας γραφάς). Elle fait l'objet du très succinct codex 2 de la Bibliothèque de Photius, qui la juge utile pour une initiation.
Ce texte a été publié pour la première fois à Augsbourg en 1602 par David Hœschel, ensuite dans le huitième volume de la collection Critici sacri, sive Doctissimorum virorum in Sancta Biblia annotationes et tractatus du théologien anglican John Pearson (Londres, 1660). Il y en a une version latine dans les Opuscula de Luigi Lollino, évêque de Belluno, publiés dans cette ville en 1650.

## Sources anciennes
- Photius, Bibliothèque, cod. 2.

## Édition
- Friedrich Goessling (éd.), Adrians Εἰσαγωγὴ εἰς τὰς θείας γραφάς aus neu aufgefundenen Handschriften, Berlin, H. Reuther, 1887.